# Lód binarny
Lód binarny – zwany inaczej lodem zawiesinowym jest mieszaniną zawierającą kryształki lodu o średnicy 1 milimetra lub mniejszej oraz substancję obniżającą temperaturę krzepnięcia wody. Środkami obniżającymi temperaturę krzepnięcia mogą być alkohole, glikole, sole. Lód binarny jest stosowany w pośrednich systemach chłodzenia. 
Zaletami lodu binarnego oraz instalacji na lód binarny są:
- bardzo duża pojemność cieplna
- korzystne właściwości pod względem oporów przepływu
- zredukowana ilość masy lodu binarnego w układzie
- zredukowana średnica rur.